# Hairspray (comédie musicale)
Pour les articles homonymes, voir Hairspray.
Hairspray est une comédie musicale américaine, musique et lyrics de Marc Shaiman et Scott Wittman, livret de Mark O'Donnell et Thomas Meehan basé sur le film homonyme de John Waters, créée le 15 août 2002 au Neil Simon Theatre de Broadway.

## Argument
Tracy Turnblad, une jeune fille enrobée qui vit à Baltimore, n'a qu'un rêve : participer à l'émission télévisée le Corny Collins Show.
Très vite, elle se rend compte que son poids est un frein à sa carrière mais alors qu'elle arrive enfin à atteindre son rêve, elle décide de profiter de sa notoriété pour lutter contre la ségrégation qui sévit.

## Fiche technique
- Titre : Hairspray
- Livret : Mark O'Donnell et Thomas Meehan d'après le film homonyme de John Waters
- Lyrics : Marc Shaiman, Scott Wittman
- Musique : Marc Shaiman
- Mise en scène : Jack O'Brien
- Chorégraphie : Jerry Mitchell
- Direction musicale : Lon Hoyt
- Arrangements : Marc Shaiman
- Orchestrations : Harold Wheeler
- Décors : David Rockwell
- Costumes : William Ivey Long
- Lumières : Kenneth Posner
- Producteurs : Margo Lion, Adam Epstein, The Baruch-Viertel-Routh-Frankel Group, James D. Stern, Douglas L. Meyer, Rick Steiner, Frederic H. Mayerson et New Line Cinema
- Date de première : 15 août 2002
- Date de dernière : 4 janvier 2009
- Nombre de représentations consécutives : 2 642

## Distributions
| Personnage(s)                                            | Production américaine originale du Neil Simon Theatre | Production britannique du Shaftesbury Theatre | Production allemande de Cologne                   | Production française du Casino de Paris puis Bobino | Production japonaise de Tokyo |
| Personnage(s)                                            | 2002                                                  | 2007 - 2010                                   | 2009 - 2010                                       | 2011                                                | 2022                          |
| -------------------------------------------------------- | ----------------------------------------------------- | --------------------------------------------- | ------------------------------------------------- | --------------------------------------------------- | ----------------------------- |
| Tracy Turnblad                                           | Marissa Jaret Winokur                                 | Leanne Jones                                  | Maite Kelly, Jessica Jäde                         | Lola Cès                                            | Naomi Watanabe                |
| Edna Turnblad                                            | Harvey Fierstein                                      | Michaell Ball                                 | Uwe Ochsenknecht, Tetje Mierendorf, Martin Berger | Franck Vincent / Guillaume Bouchède                 | Yūichirō Yamaguchi            |
| Wilbur Turnblad                                          | Dick Latessa                                          | Mel Smith                                     | Leon van Leeuwenberg                              | Gilles Vajou / Michel Guyery                        | Zen Ishikawa                  |
| Motormouth Maybelle                                      | Mary Bond Davis                                       | Johnnie Fiori                                 | Deborah Woodson                                   | Delphine Mendy                                      | Eliana Silva                  |
| Velma Von Tussle                                         | Linda Hart                                            | Tracie Bennett                                | Nicòle Berendsen                                  | Caroline Desvimes / Virginie Perrier                | Jun Sena                      |
| Corny Collins                                            | Clarke Thorell                                        | Paul Manuel                                   | Rob Fowler, Lars Redlich                          | Edouard Thibault                                    | Kōhei Ueguchi                 |
| Link Larkin                                              | Matthew Morrison                                      | Ben James-Ellis                               | Daniel Berini                                     | Julien Husser                                       | Hiroki Miura                  |
| Penny Pingleton                                          | Kerry Butler                                          | Elinor Collett                                | Jana Stelley                                      | Marie Facundo                                       | Kurumi Shimizu                |
| Seaweed J. Stubbs                                        | Corey Reynolds                                        | Adrian Hansel                                 | Tedros Teclebrhan                                 | Julien Plantier                                     | Sōichi Hirama                 |
| Amber Von Tussle                                         | Laura Bell Bundy                                      | Rachel Wooding                                | Tineke Ogink                                      | Tiffanie Jamesse                                    | Meimi Tamura                  |
| Mrs. Pingleton / Professeur de sport / Gardien de prison | Jackie Hoffman                                        | ?                                             | Sarah Schütz                                      | Caroline Archambault                                | Hiroko Kachi                  |
| Mr. Sprintzer / Mr. Pinky / Un gardien                   | Joel Vig                                              | ?                                             | Eric Minsk                                        | Alain Wilmet                                        | Tatsuya Kawaguchi             |
| Little Inez                                              | Danielle Eugenia Wilson                               | Natalie Best                                  | Denise Obedekah                                   | ?                                                   | Reika Arakawa                 |

## Numéros musicaux

### Acte I

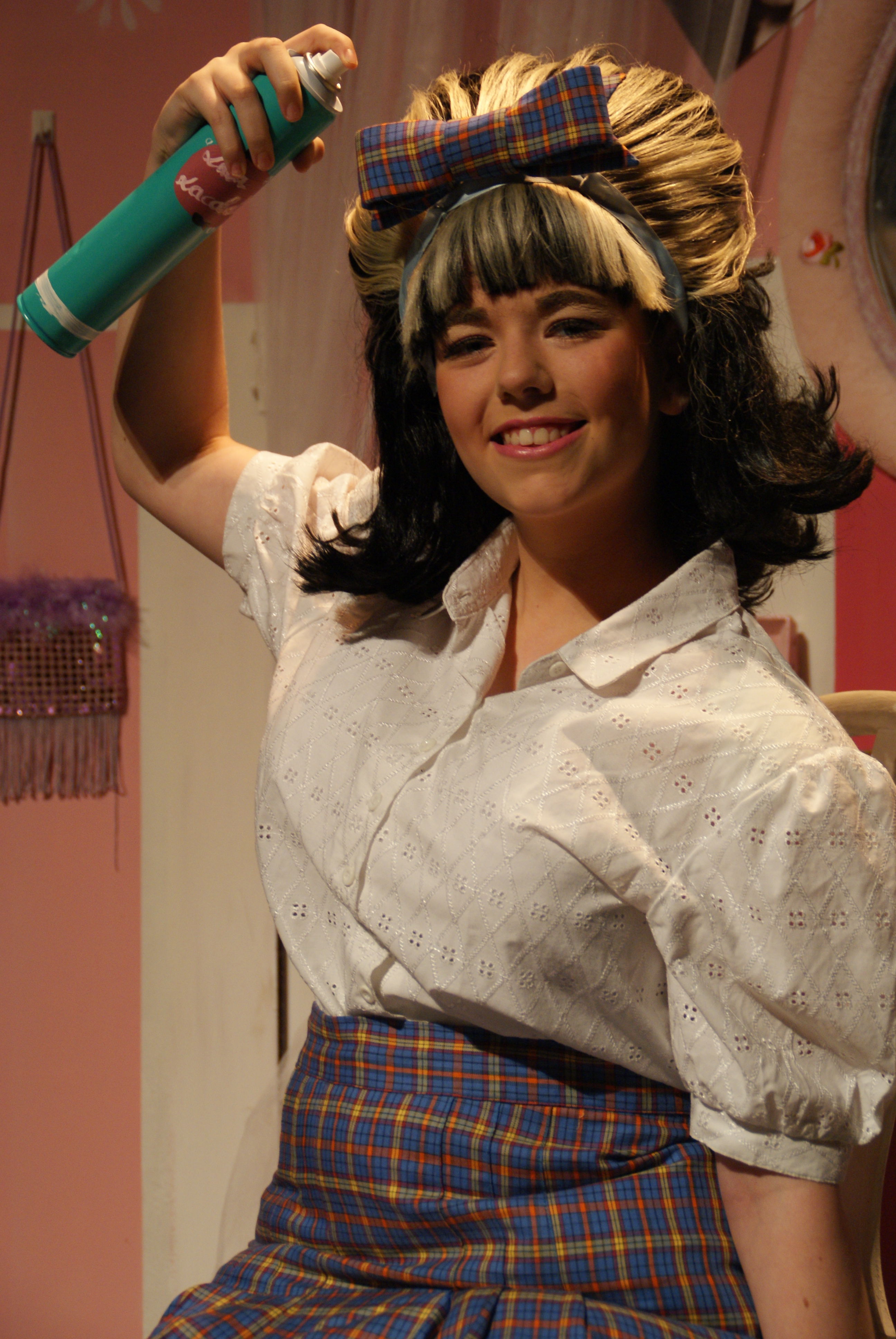
Personnage de Tracy Turnblad.

- Good Morning Baltimore – Tracy et ensemble
- The Nicest Kids in Town – Corny et ensemble
- Mama, I'm a Big Girl Now – Edna, Tracy, Velma, Amber, Prudy, et Penny
- I Can Hear the Bells – Tracy et ensemble
- (The Legend of) Miss Baltimore Crabs – Velma et ensemble avec Tracy, Penny, et Little Inez
- Good Morning Baltimore (Reprise) † - Tracy et Little Inez
- The Nicest Kids in Town (Reprise) † – Corny et ensemble
- The Madison †  – Corny et ensemble
- It Takes Two – Link, Tracy, et ensemble masculin
- Velma's Revenge †  – Velma
- Welcome to the 60's – Tracy, Edna, The Dynamites et ensemble
- Run and Tell That! – Seaweed, Little Inez, et ensemble
- Big, Blonde and Beautiful – Motormouth, Little Inez, Tracy, Edna, Wilbur, et ensemble

### Acte II

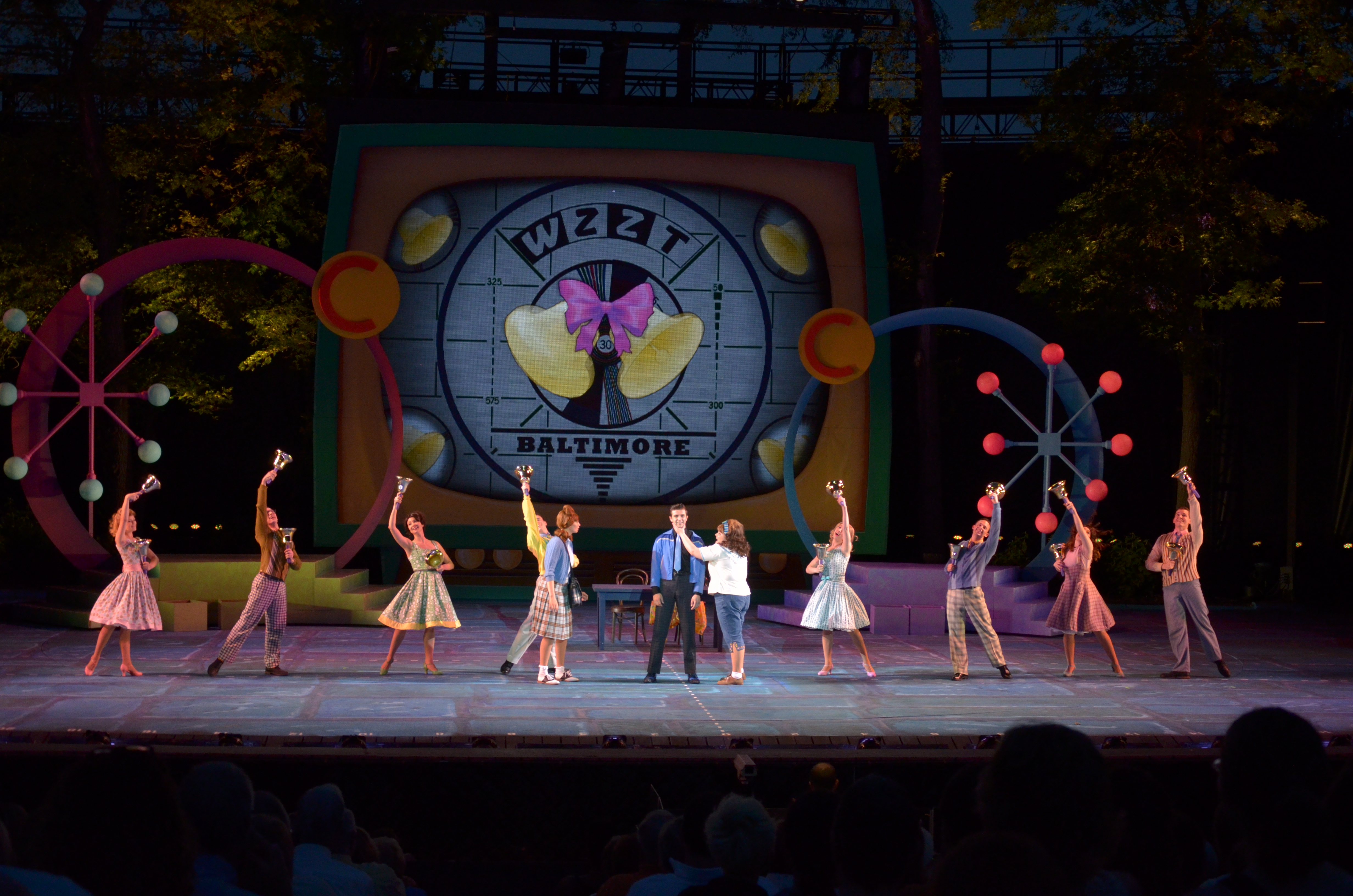
Hairspray sur la scène de The Muny en 2015.

- The Big Dollhouse – Matron, Edna, Velma, Tracy, Amber, Penny, Motormouth, Little Inez et ensemble féminin
- Good Morning Baltimore (Reprise) – Tracy
- (You're) Timeless to Me – Wilbur et Edna
- (You're) Timeless to Me (Reprise) † – Wilbur et Edna
- Without Love – Link, Tracy, Seaweed, Penny et ensemble
- I Know Where I've Been – Motormouth et ensemble
- (It's) Hairspray – Corny et ensemble
- Cooties – Amber and et ensemble
- You Can't Stop the Beat – Tracy, Link, Penny, Seaweed, Edna, Wilbur, Motormouth, Amber, Velma et ensemble

†  Non incluse dans l'album

## Distinctions

### Récompenses
Tony Awards 2003
- Best Musical
- Best Book of a Musical
- Best Original Score
- Best Actor in a Musical – Harvey Fierstein
- Best Actress in a Musical – Marissa Jaret Winokur
- Best Featured Actor in a Musical – Dick Latessa
- Best Costume Design – William Ivey Long
- Best Direction of a Musical – Jack O’Brien

Drama Desk Awards 2003
- Outstanding New Musical
- Outstanding Lyrics
- Outstanding Music
- Outstanding Book of a Musical
- Outstanding Actor in a Musical – Harvey Fierstein
- Outstanding Actress in a Musical – Marissa Jaret Winokur
- Outstanding Featured Actor in a Musical – Dick Latessa
- Outstanding Director of a Musical – Jack O'Brien
- Outstanding Costume Design – William Ivey Long

Theatre World Award
- Jackie Hoffman
- Marissa Jaret Winokur

Critics' Circle Theatre Awards 2007
- Best Musical
- Most Promising Newcomer – Leanne Jones

Olivier Award 2007
- Best New Musical
- Best Actress in a Musical – Leanne Jones
- Best Actor in a Musical – Michael Ball
- Best Supporting Actress in a Musical – Tracie Bennett

Evening Standard Awards 2007,
- Ned Sherrin Award for Best New Musical

### Nominations
Tony Awards 2003
- Best Orchestration
- Best Featured Actor in a Musical – Corey Reynolds
- Best Scenic Design
- Best Lighting Design
- Best Choreography

Drama Desk Awards 2003
- Outstanding Orchestrations
- Outstanding Featured Actor in a Musical – Corey Reynolds
- Outstanding Featured Actress in a Musical – Kerry Butler
- Outstanding Choreography
- Outstanding Set Design of a Musical

Olivier Award 2007
- Best Supporting Actress in a Musical – Elinor Collett
- Best Director – Jack O’Brien
- Best Theatre Choreographer – Jerry Mitchell
- Best Lighting Design – Kenneth Posner
- Best Set Design – David Rockwell
- Best Costume Design – William Ivey Long
- Best Sound Design – Steve C. Kennedy

## Autour du spectacle
- Comme dans le film où il était incarné par le travesti Divine, le personnage d'Edna Turnblad est joué par un homme. C'est Harvey Fierstein, qui avait déjà incarné un travesti dans sa pièce Torch Song Trilogy, qui a créé le rôle à Broadway.
- La comédie musicale a fait l'objet d'une adaptation cinématographique en 2007 avec notamment John Travolta (Edna), Christopher Walken (Wilburn), Michelle Pfeiffer (Velma), Queen Latifah (Motormouth Maybelle) et James Marsden (Corny Collins).
- Une seconde adaptation a vu le jour en 2016 sous forme de téléfilm intitulé Hairspray Live!. Réalisé lors de l'unique représentation survenue le 7 décembre 2016, il a la particularité d'être filmé en public et diffusé en direct à la télévision. La distribution comporte notamment Maddie Baillio (Tracy), Ariana Grande (Penny), Harvey Fierstein (Edna) ou Dove Cameron (Amber).